# Source Marie

La source de la Cascade, qui porte aujourd'hui le nom de source Marie, du nom de la femme qui la gardait, fut découverte au XVIIIe siècle, et exploitée au XIXe siècle pour ses qualités médicinales et thérapeutiques. Elle est située près des gorges, dans le village d'Enval dans le Puy-de-Dôme.  

## Présentation
Cette « eau ferrugineuse, gazeuse et calcique » (Professeur Truchot, 1878) soignait notamment « les ratées de la motricité gastro-intestinale et les problèmes génito-urinaires » (Docteur Nivet, 1845). Elle est captée dans une petite construction en maçonnerie, sur la rive gauche du ruisseau Ambène, où elle se déverse en produisant un abondant dépôt ferrugineux. Perdue vers 1920, elle est retrouvée en 1999 et remise en eau par la commune d’Enval. L’ancien mur de la construction a été en partie rebâti et une fontaine à bras été installée.

### Propriétés thérapeutiques
D'après le docteur Nivet,  « on les ordonne aux personnes affectées de chlorose, de dyspepsie, de gastralgie et de gastrique chronique. Elles conviennent aussi dans les inflammations subaiguës et invétérées de la muqueuse génito-urinaire ».

## Descriptions littéraires

### Description par Guy de Maupassant
La source porte le nom de la gardienne décrite par Guy de Maupassant dans son roman Mont-Oriol : 

« (...) une femme impassible que tout le monde appelait familièrement Marie. Cette calme Auvergnate, coiffée d’un petit bonnet toujours bien blanc, et presque entièrement couverte par un large tablier toujours bien propre qui cachait sa robe de service, se levait avec lenteur dès qu’elle apercevait dans le chemin un baigneur s’en venant vers elle.
L’ayant reconnu elle choisissait son verre dans une petite armoire mobile et vitrée, puis elle l’emplissait doucement au moyen d’une écuelle de zinc emmanchée au bout d’un bâton.
Le baigneur triste souriait, buvait, rendait le verre en disant : « Merci, Marie ! » puis se retournait et s’en allait. Et Marie se rasseyait sur sa chaise de paille pour attendre le suivant. »

### Description par George Sand
George Sand parle avec ferveur de cette source : 

« Propriété d’une vieille femme qui l’a enfermée dans une cahute et qui la vend aux amateurs. C’est une eau limpide et acidulée, délicieuse au goût et dont les habitants de Riom font usage comme eau de Seltz. Ceux d’Enval la prisent à l’égal du vin et pour mon compte je la préférerais beaucoup, quoique que le vin des coteaux voisins soit très bon. »